# Saint-Julien-de-la-Nef
Saint-Julien-de-la-Nef település Franciaországban, Gard megyében. Lakosainak száma 145 fő (2022. január 1.). Saint-Julien-de-la-Nef Roquedur, Saint-Bresson, Saint-Laurent-le-Minier, Cazilhac, Ganges és Sumène községekkel határos.

## Népesség
A település népessége az elmúlt években az alábbi módon változott:
| Lakosok száma | 86   | 99   | 140  | 124  | 123  | 134  | 141  | 143  | 144  | 145  |
|               | 1968 | 1982 | 1990 | 2006 | 2013 | 2015 | 2017 | 2019 | 2020 | 2022 |